# Lista över äldre europavägar
Europavägar är ett vägnät som förbinder Europas länder. 1950 antogs den första resolutionen om Europavägar av FN:s ekonomiska kommission för Europa. Under de följande åren började de skyltas. I allmänhet påverkades inte det nationella vägnätet, utan europavägarna dubbelskyltades. I Sverige, Jugoslavien och Norge (men inte till exempel Danmark) integrerades de i de nationella näten (i samband med en stor reform av de nationella näten), så att europavägarna i allmänhet inte hade något annat nationellt nummer i dessa länder.
Man valde ett system med huvudvägar E1-E26, och mindre viktiga vägar E30-E106. Det finns inget system med rutnät i stil med numren efter 1985, utan vägarna går efter viktiga stråk för internationell trafik. 
Efter beslut av FN 1975 ersattes detta system cirka år 1985 med ett nytt system, bland annat för att få fler europavägar. En del nummer i det äldre systemet användes till mycket korta sträckor. I vissa länder skyltades de enligt det gamla systemet till 1992.

## Lista
| E1   | London-Southampton-Le Havre-Paris-Lyon-Aix-en-Provence-Genua-Rom-Messina-Palermo                                                                              | (GB,F,I)                     |
| E2   | London-Calais-Reims-Dijon-Lausanne-Milano-Ancona-Brindisi | (GB,F,CH,I)                  |
| E3   | Lissabon-Valladolid-Bordeaux-Paris-Lille-Duisburg-Bremen-Flensburg-Frederikshavn-Göteborg-Eskilstuna-Stockholm (senare även -Kapellskär-Nådendal-Helsingfors) | (PT,E,F,B,D,DK,S)            |
| E4   | Lissabon-Madrid-Barcelona-Nimes-Genève-Basel-Frankfurt-Hamburg-Helsingör-Stockholm-Haparanda-Helsingfors                                                      | (PT,E,F,CH,D,DK,S,SF)        |
| E5   | London-Calais-Bryssel-Köln-Nürnberg-Wien-Budapest-Belgrad-Niš-Thessaloniki-Istanbul (parallell sidovariant Niš-Sofia-Istanbul)-Ankara-Iskenderun              | (GB,F,B,D,A,H,YU,GR,(BG),TR) |
| E6   | Rom-Florens-Verona-München-Berlin-Sassnitz-Trelleborg-Oslo-Trondheim (senare vidare till Nordkjosbotn)                                                        | (I,A,D,DDR,S,N)              |
| E7   | Rom-Venedig-Wien-Olomouc-Warszawa | (I,A,CS,PL)                  |
| E8   | London-Harwich-Hoek van Holland-Hannover-Berlin-Warszawa-Brest                                                                                                | (GB,NL,D,PL)                 |
| E9   | Genua-Milano-Basel-Luxemburg-Amsterdam | (I,CH,D,L,B,NL)              |
| E10  | Paris-Bryssel-Amsterdam-Groningen | (F,B,NL)                     |
| E11  | Paris-Strasbourg-München-Salzburg | (F,D,A)                      |
| E12  | Saint Dizier-Saarbrücken-Nürnberg-Prag-Wrocław-Warszawa (senare till Białystok)                                                                               | (F,D,CS,PL)                  |
| E13  | Lyon-Turin-Milano-Venedig (senare från Brest-Tours-Lyon och vidare)                                                                                           | (F,I)                        |
| E14  | Trieste-Salzburg-Prag-Szczecin-Ystad-Malmö (urspr. endast till Szczecin)                                                                                      | (I,A,CS,PL,S)                |
| E15  | Hamburg-Berlin-Prag-Budapest | (D,DDR,CS,H)                 |
| E16  | Bratislava-Katowice-Gdynia | (CS,PL)                      |
| E17  | Chagny-Dijon-Basel-Innsbruck-Salzburg | (F,CH,A,D)                   |
| E18  | Stavanger-Oslo-Västerås-Stockholm | (N,S)                        |
| E19  | Igoumenitsa-Patrai-Aten | (GR)                         |
| E20  | Florina-Thessaloniki-Sofia-Ruse | (GR,BG)                      |
| E21  | Genève-Chamonix-Mont-Blanc-Aosta-Turin-Savona (+sidogren Martigny-Aosta)                                                                                      | (CH,F,I)                     |
| E22  | Berlin-Wrocław-Kraków-Przemyśl | (DDR,PL)                     |
| E23  | Izmir-Afzon-Ankara-Kayseri-Sivas-Erzurum-Agri | (TR)                         |
| E24  | Kesan-Canakkale-Izmir-Antalya-Adana-Gaziantep-Cizre-Hakkari                                                                                                   | (TR)                         |
| E25  | Algeciras-Sevilla-Madrid-Burgos | (E)                          |
| E26  | Algeciras-Granada-Valencia-Barcelona | (E)                          |
| E27  | Trieste-Split-Dubrovnik-Skopje-Sofia | (I,YU,BG)                    |
| E28  | |                              |
| E29  | |                              |
| E30  | |                              |
| E31  | London-Leeds-Glasgow | (GB)                         |
| E32  | Abington-Edinburgh | (GB)                         |
| E33  | Glasgow-Liverpool-Birmingham-London | (GB)                         |
| E34  | Holyhead-Birmingham | (GB)                         |
| E35  | Amsterdam-Groningen-Bremen | (NL,D)                       |
| E36  | Hoek van Holland-Arnhem-Köln | (NL,D)                       |
| E37  | Utrecht-Breda | (NL)                         |
| E38  | Breda-Eindhoven | (NL)                         |
| E39  | Antwerpen-Aachen | (B,NL,D)                     |
| E40  | Bryssel-Bastogne | (B)                          |
| E41  | Calais-Lens-Charleroi-Liège | (F,B)                        |
| E42  | Phalsbourg-Saarbrücken-Luxemburg-Bitburg-Köln | (D,L,F)                      |
| E43  | Avallon-Dijon | (F)                          |
| E44  | Belfort-Mulhouse | (F)                          |
| E45  | Genève-Dijon | (CH,F)                       |
| E46  | Lyon-Genève | (F,CH)                       |
| E47  | Marseille-Aix en Provence | (F)                          |
| E48  | Nimes-Marseille | (F)                          |
| E49  | Bordeaux-Toulouse-Narbonne | (F)                          |
| E50  | Coimbra-La Coruna-San Sebastián | (E,PT)                       |
| E51  | Albergaria a Velha-Celorico | (PT)                         |
| E52  | Vila Franca de Xira-Sevilla | (E,PT)                       |
| E53  | Turin-Tortona | (I)                          |
| E54  | Tortona-Piacenza | (I)                          |
| E55  | Pisa-Florens | (I)                          |
| E56  | Caserta-Benevento | (I)                          |
| E57  | Neapel-Foggia | (I)                          |
| E58  | Bari-Taranto | (I)                          |
| E59  | Messina-Syrakusa | (I)                          |
| E60  | Schwyz-Zürich | (CH)                         |
| E61  | Bellinzona-Bregenz-München | (CH,A,D)                     |
| E62  | Hof-Chemnitz(Karl-Marx-Stadt)-Leipzig-Magdeburg | (D,DDR)                      |
| E63  | Dortmund-Kassel-Eisenach-Dresden | (D,DDR)                      |
| E64  | Vordingborg-Gedser-Warnemünde-Berlin | (DK,DDR)                     |
| E65  | Lübeck-Rostock-Stralsund | (D,DDR)                      |
| E66  | Esbjerg-Köpenhamn-Malmö-Kalmar-Norrköping | (DK,S)                       |
| E67  | Middelfart-Vejle | (DK)                         |
| E68  | Oslo-Lærdalsøyra-Gudvangen-Norheimsund-Bergen | (N)                          |
| E69  | Dombås-Ålesund | (N)                          |
| E70  | Winterthur-Stuttgart-Würzburg-Fulda-Eisenach | (CH,D)                       |
| E71  | Hannover-Cuxhaven | (D)                          |
| E72  | Oldenzaal-Bremen | (NL,D)                       |
| E73  | Köln-Dortmund | (D)                          |
| E74  | Berlin-Szczecin | (DDR,PL)                     |
| E75  | Sundsvall-Östersund-Trondheim | (S,N)                        |
| E76  | Haugesund-Oslo | (N)                          |
| E77  | Feldkirch-Buchs | (A,FL,CH)                    |
| E78  | Torneå-Kilpisjärvi-Tromsø | (SF,N)                       |
| E79  | Helsingfors-Vasa-Umeå-Mo i Rana | (SF,S)                       |
| E80  | Åbo-Helsingfors-Imatra (senare Åbo-Tammerfors-Kuopio) | (SF)                         |
| E81  | Gdańsk-Warszawa-Lublin | (PL)                         |
| E82  | Piotrków Trybunalski-Warszawa | (PL)                         |
| E83  | Jelenia Gora-Wrocław-Poznań-Grudziądz | (PL)                         |
| E84  | Wien-Prag | (A,CS)                       |
| E85  | Olomouc-Košice | (CS)                         |
| E86  | Wörgl-Rosenheim | (A,D)                        |
| E87  | Ioannina-Volos | (GR)                         |
| E88  | Preveza-Nea Filippas | (GR)                         |
| E89  | Patrai-Río | (GR)                         |
| E90  | Florina-Larisa | (GR)                         |
| E91  | Cervignano-Trieste | (I)                          |
| E92  | Kalamai (Kalamata)-Aten-Thessaloniki | (GR)                         |
| E93  | Trieste-Ljubljana-Bruck an der Mur | (I,YU,A)                     |
| E94  | Klagenfurt-Zagreb-Belgrad-Vrsac-Drobeta Turnu Severin | (A,YU,RO)                    |
| E95  | |                              |
| E96  | Rijeka-Zagreb-Lendava | (YU,H)                       |
| E97  | Haskovo-Komotini (urspr. Niš-Sofia-Edirne-Istanbul) | (BG,GR)                      |
| E98  | |                              |
| E99  | Adana-Malatya | (TR)                         |
| E100 | Trabzon-Gümüshane-Erzurum | (TR)                         |
| E101 | Madrid-Valencia | (E)                          |
| E102 | Badajoz-Sevilla | (E)                          |
| E103 | Linares-Malaga | (E)                          |
| E104 | Izmir-Canakkale-Kesan | (TR)                         |
| E105 | Izmir-Balikesir-Bursa-Izmit | (TR)                         |
| E106 | Russe-Stara Zagora-Komotini | (BG)                         |

Länderna är de länder som gällde före 1990. Koderna är enligt nationalitetsmärken för motorfordon.